# Castilia crucifera
Castilia crucifera är en fjärilsart som beskrevs av Felix Bryk 1953. Castilia crucifera ingår i släktet Castilia och familjen praktfjärilar. Inga underarter finns listade i Catalogue of Life.